# Alliance for Audited Media
Die Alliance for Audited Media (AAM; vor 15. November 2012 Audit Bureau of Circulations, ABC) ist eine nordamerikanische Non-Profit-Organisation, die Auflagen, Reichweiten und Leserstrukturen von Zeitungen und Zeitschriften ermittelt. Sie wurde als erste ihrer Art in der Welt 1914 in Chicago gegründet und hat mittlerweile neben dem Hauptsitz in Schaumburg auch weitere Büros in New York City und Toronto.
An die AAM sind sowohl Verlage als auch Werbekunden und -agenturen angeschlossen. Neben nordamerikanischen Mitgliedern finden sich auch einige wenige Außengebiete wie Puerto Rico und Bermuda wieder, des Weiteren Partner aus Großbritannien und den Niederlanden. Das ABC hatte insgesamt 4.048 Mitglieder, davon unter anderem 944 Tageszeitungen, 339 Wochenzeitungen, 821 Verbraucher- und 223 Wirtschaftsmagazine, 469 Werbekunden und 691 Werbeagenturen (Stand 15. August 2006).
Die Auflagenberichte umfassen verschiedene Erfassungkriterien wie zum Beispiel Einzelverkauf, bezahlte Auflage, Aufschlüsselung nach Gebieten und andere. Grunddaten wie die Auflage einer Publikation sind kostenlos online aufrufbar, weitere Berichte erfordern eine Registrierung oder Mitgliedschaft.